# Spilothyrateles nuptatorius
Spilothyrateles nuptatorius är en stekelart som först beskrevs av Fabricius 1793.  Spilothyrateles nuptatorius ingår i släktet Spilothyrateles och familjen brokparasitsteklar. Arten är reproducerande i Sverige. Inga underarter finns listade i Catalogue of Life.